# St. Maries
St.Maries è un comune (city) e capoluogo di contea della Contea di Benewah, Idaho, Stati Uniti d'America.
Qui nacque la tuffatrice Georgia Coleman. 

## Geografia fisica
St.Maries ha una popolazione di 2.402 abitanti al censimento del 2010 ;secondo lo United States Census Bureau la città ha una superficie di 2,8 km² e si trova ad un'altezza di 668 metri s.l.m.. La densità di popolazione è di 940 ab/km².
Attraverso la città passano 2 fiumi: il fiume St Maries e il fiume St.Joe .Infatti proprio per questo il sito era stato scelto da Joseph Fisher perché perfetto per costruirvi una segheria;i 2 fiumi e i sistemi lacustri circostanti avrebbero fornito un ottimo sistema di trasporto rapido sia per i tronchi galleggianti verso i mulini sia per il trasporto su battello a vapore delle merci ai mercati.